# Dennis Malamatinas
Dennis Malamatinas, född av grekiska föräldrar i Tanzania 1955 är en europeisk företagsledare. Efter uppväxten i Tanzania och Grekland flyttade Malmatinas till USA. Efter att ha tagit en MBA vid University of Chicago School of Business gjorde han karriär inom bland annat Procter & Gamble och Pepsico samt snabbmatskedjan Burger King där han var VD och koncernchef.  Malmatinas har sedan 2001 varit styrelseordförande i Pricerunner och tillträdde som styrelseordförande i gratistidningskoncernen Metro i september 2006.